# Гвильдис, Густавас
Густавас Гвильдис (лит. Gustavas Gvildys) — литовский футболист начала XX века. Сыграл 8 матчей за сборную Литвы.

## Биография
Выступал за команды из города Клайпеда МТВ (1923) и «Шпильверейнгунг» (1924). 24 июня 1923 года дебютировал за сборную Литвы в её первом международном матче против Эстонии (0:5). В мае следующего года вместе со сборной отправился на Олимпийские игры 1924 в Париже, однако на турнире не сыграл. В своём единственном матче против сборной Швейцарии Литва уступила со счётом 0:9 и завершила выступление на Олимпиаде. В том же году Гвильдис сыграл в ещё одном товарищеском матче против Эстонии. Род его деятельности с 1924 по 1929 год неизвестен. В 1929 он вернулся в команду «Шпильверейнгунг» и вновь стал вызываться в сборную Литвы, в составе которой был участником Балтийского кубка 1929 и 1930 годов, а также сыграл 3 товарищеских матча. В своём последнем матче — 29 июня 1932 года против Латвии Гвильдис вышел на поле в качестве капитана.